# Списък на Каролингите
Това е списък на Каролингите, произлизащи от Карл Мартел:
Карл Мартел (676 – 741) има пет сина;
1. Карлман (711 – 754) има два сина;
A. Дрогон, (р. 735)
2. Пипин Млади Къси (714 – 768) има два сина;
A. Карл (747 – 814) има осем сина;
I. Пипин Гърбавия (769 – 811)
II. Карл Млади (772 – 811)
III. Пипин (Италия) (773 – 810) има един син (незаконен);
a. Бернард (Италия) (797 – 818) има един син;
i. Пипин I граф на Вермандуа (р. 815) има три сина;
1. Бернард, граф на Лаон (844 – 893) има един син;
А. Рожер I от Лаон (п. 927) има един син;
I. Рожер II от Лаон (п. 942)
2. Пипин, граф на Senlis и Valois (846 – 893) има един син;
A. Пипин II, граф на Senlis, (876 – 922) има един син;
I. Бернард от Senlis (919 – 947) има един син;
a. Роберт I от Senlis (п. 1004) има един син;
i. Роберт II от Senlis и Peroone (п. 1028)
3. Херберт I, граф на Вермандуа (848 – 907) има два сина;
A. Herbert II, граф на Вермандуа (884 – 943) има пет сина;
I. Одо от Вермандуа (910 – 946)
II. Херберт, граф на Meaux и на Troyes (р. 911 – 993)
III. Роберт от Вермандуа (п. 968) има един син;
a. Herbert III, граф на Meaux]] (950 – 995) има един син;
i. Стефан I, граф на Troyes (п. 1020)
IV. Адалберт I, граф на Вермандуа (916 – 988) има четира сина;
a. Херберт III, граф на Вермандуа (953 – 1015) има три сина;
i. Адалберт II of Vermandois (980 – 1015)
ii. Ландулф, Bishop of Noyon
iii. Ото, граф на Вермандуа (979 – 1045) има три сина;
1. Херберт IV, граф на Вермандуа (1028 – 1080) има един син;
A. Одо the Insane, граф на Вермандуа (п. сл. 1085)
B. Аделаида, графиня на Вермандуа (п. 1122)
2. Еудес I, граф на Хам, (р. 1034)
3. Петер, граф на Вермандуа
b. Одо граф на Вермандуа (956 – 983)
c. Лиудолфе от Noyon (957 – 986)
d. Гуй граф на Вермандуа, граф на Soissons
V. Хуг от Вермандуа, владика на Реймс (920 – 962)
B. Беренгер от Вермандуа, граф на Bayeaux
IV. Людовик Благочестиви (778 – 840) има четира сина;
a. Лотар I (795 – 855) има четира сина;
i. Лудвиг II (Италия) (825 – 875)
ii. Лотар II (крал на Лотарингия) (835 – 869) има един син (незаконен);
1. Хуго, дук на Елзас (855 – 895)
iii. Карл от Прованс (845 – 863)
iv. Карломан (р. 853)
b. Пипин I от Аквитания (797 – 838) има два сина;
i. Пипин II от Аквитания (823 – 864)
ii. Карл, владика на Майнц (828 – 863)
c. Лудвиг II (806 – 876) има три сина;
i. Карломан (крал на Бавария) (830 – 880) има един син (незаконен);
1. Арнулф Каринтийски (850 – 899) има три сина;
A. Лудвиг Детето (893 – 911)
B. Цвентиболд (870 – 900)
C. Ратолд от Италия (889 – 929)
ii. Людовик III Младши (835 – 882) има един син;
1. Лудвиг (877 – 879)
iii. Карл III Тлъсти (839 – 888) има един син (незаконен);
1. Бернард (син на Карл III Тлъсти) (п. 892 млад)
d. Карл II Плешиви (823 – 877) има четири сина;
i. Луи II (Франция) Заекващия (846 – 879) има три сина;
1. Луи III (863 – 882)
2. Карломан II (Франция) (866 – 884)
3. Шарл III (Франция) (879 – 929) има един син;
A. Луи IV (Франция) (920 – 954) има пет сина;;
I. Лотар (Франция) (941 – 986) има два сина;
a. Луи V (Франция) (967 – 987)
b. Арнулф, владика на Реймс (п. 1021)
II. Карломан (р. 945)
III. Луис (р. 948)
IV. Карл, дук на Долна Лотарингия (953 – 993) има три сина;
a. Ото, дук на Долна Лотарингия (970 – 1012)
b. Лудвиг от Долна Лотарингия (980 – 1015)
c. Карл (р. 989) умира млад
V. Хенри (р. 953)
ii. Карл Детето (847 – 866)
iii. Лотар (848 – 865)
iv. Карломан, син на Карл II Плешиви (849 – 874)
V. Лотар (778 – 780)
VI. Дрогон от Метц (801 – 855)
VII. Хуго, син на Карл Велики (802 – 844)
VIII. Дитрих (Теодрикум) (807 – 818)
B. Карломан I (751 – 771)
3. Грифон (Каролинги) (726 – 753)
4. Бернхард (син на Карл Мартел) (730 – 787) има два сина;
A. Адалхард (Каролинги) (751 – 827)
B. Вала (Каролинги) (755 – 836)
5. Ремигий (син на Карл Мартел) (п. 771)